# 君津市立周西の丘小学校
君津市立周西の丘小学校（きみつしりつ すさいのおかしょうがっこう）は、千葉県君津市大和田にある公立小学校。

## 沿革
- 2021年（令和3年）3月23日 - 君津市議会にて、校名を「周西の丘小学校」と決定[3]。
- 2022年（令和4年）
  - 4月1日 - 君津市立坂田小学校と君津市立大和田小学校が統合し、開校。なお、校舎は、坂田小学校校舎を使用する予定だが、坂田小学校校舎改修工事中は暫定的に旧大和田小学校校舎を使用[4][2][1]。
  - 4月8日 - 開校・着任・最初の始業の各式典挙行[5]。
  - 4月12日 - 第1回入学式挙行[5]。
  - 7月12日 - 開校記念式典挙行[4]。
- 2023年（令和5年）
  - 3月17日 - 第1回卒業式挙行[5]。
  - 3月24日 - 最初の修了と離任の各式典挙行[5]。
- 2025年（令和7年）9月（予定） - 改修を終えた旧坂田小学校校舎に移転[6]。

## 通学区域と進学先中学校
出典

### 通学区域
- 大字人見（全域）
- 人見1丁目（全域）
- 人見2丁目（1番3号を除く）
- 人見3丁目（全域）
- 人見4丁目（全域）
- 人見5丁目（全域）
- 大和田1丁目（全域）
- 大和田2丁目（全域）
- 大和田3丁目（全域）
- 大字大和田（JR内房線北側）
- 坂田（全域）
- 東坂田1丁目（全域）
- 東坂田2丁目（全域）
- 東坂田3丁目（全域）
- 東坂田4丁目（全域）
- 西坂田1丁目（全域）
- 西坂田2丁目（全域）
- 西坂田3丁目（全域）
- 西坂田4丁目（全域）
- 君津台1丁目（全域）
- 君津台2丁目（全域）
- 君津台3丁目（全域）

### 進学先中学校
- 君津市立周西中学校

## 周辺
- 君津市立周西中学校 - 校地東側に隣接、かつ進学先中学校。
- 八幡神社 - 周西中学校の校地南側に隣接。
  - 学校周辺には、八幡神社以外の神社仏閣も点在。
- 君津市学校給食坂田共同調理場 - 君津市道をはさんで、周西中学校の校地北東側に隣接。
- 君津市内みのわ運動公園
  - 坂田スポーツ広場
- 君津緩衝緑地
- 国道16号線
- なお、校地北西側には、日本製鉄関連施設も所在。

## アクセス
学校正門までの距離
- 日東交通「君津市内循環線（A廻り・B廻り）」・「周西線」・「イオンモール富津線」の「大和田陸橋下」停留所より、
  - 中央門前経由君津駅北口行・中央門前行・イオンモール富津行のりばから、徒歩約100m・約2分。
    - なお、「イオンモール富津線」で、「大和田陸橋」停留所を経由するのは、富津営業所発イオンモール富津行の1本のみ。

  - 友好館前行・君津駅南口経由中島・清和公民館行のりばから、徒歩約40m・約1分。
- 君津市コミュニティバス「人見・大和田・神門線」の「大和田陸橋」停留所から、徒歩約80m・約1分。
  - なお、君津市コミュニティバス「人見・大和田・神門線」は片方向運行のため、君津駅へは上述の日東交通バスを利用する。